# Жук, Алексей Владимирович
Алексей Владимирович Жук (6 ноября 1955, Новосибирск) — советский гандболист. Серебряный призёр летних Олимпийских игр 1980 года в Москве. Победитель Кубка европейских чемпионов (1987), серебряный призёр чемпионата мира (1978), победитель Кубка мира (1978). Восьмикратный чемпион СССР, победитель и призёр чемпионатов и Спартакиад дружественных армий
На Олимпиаде-80 провёл 6 матчей и забил 12 мячей.

## Награды и звания
- Медаль ордена «За заслуги перед Отечеством» II степени;
- Заслуженный тренер России (2005);
- Заслуженный работник физической культуры (1993);
- Заслуженный мастер спорта по гандболу.